# De Tinnen Schotel
De Tinnen Schotel (en français : Le Plat d'Étain ou l'Hôtel du Plat d'Étain) est un monument protégé sur la grand-place de la ville belge de Tirlemont. 

## Historique
Au xvie siècle, l'hôtel était connu sous le nom de Scheuleer ou Schotel. Au xviiie siècle, il s'appelait Hôtel d'Autriche. C'était un hôtel de luxe renommé avec des visiteurs éminents tels que l'archiduc Albert de Saxe-Teschen (1791), Napoléon Bonaparte (1803 et 1804) et Élisabeth Alexeïevna, impératrice de Russie (1818). Le 3 mai 1815, Wellington et Blücher se rencontrent au Plat d'Étain.  
Lors d'une rénovation en 1830 par l'architecte Philippe Robiets (1751-1831), l'hôtel prend une tout autre allure. Plus tard, il devient une quincaillerie (à partir de 1846), une résidence privée pour le maire Victor Beauduin (1845-1904) à partir de 1894. 
En 1913, le bâtiment est transformé en Institut Victor Beauduin, école professionnelle technique (voir la plaque commémorative de J. Marin et le buste de Thomas Vinçotte à l'entrée).
Depuis 1985, le service culturel de la ville et l'académie de la musique, de la parole et de la danse y sont installés.

## Description
De Tinnen Schotel est un grand hôtel particulier de style néo-classique d'environ 1791, conçu comme une maison double à trois étages avec un toit à pignon avec une lucarne en arc de miroir au-dessus de l'avant-corps central.
Façade avec revêtement en grès. Rez-de-chaussée à joints français et fenêtres en plein cintre avec clé de défilement. Belle porte cochère profilée avec clé de voûte similaire; arc en plein cintre orné d'un motif de guirlandes et de feuilles dans les écoinçons ; de lourdes consoles sculptées soutiennent le balcon du premier étage. La gracieuse balustrade en fer forgé se prolonge sur toute la façade avant, soutenue par la pierre ponce. Des pilastres bruts aux chapiteaux toscans disposés en ordre colossal rythment les travées et portent l'entablement classique. Fenêtres rectangulaires avec cadres profilés et clé de voûte en volute. Au-dessus du portail, haute fenêtre en plein cintre (sur les deuxième et troisième étages), agrémentée de clefs de voûte plus lourdes et de lambris. Moulure de gouttière du xixe siècle ; façade plâtrée à l'étage supérieur.

## Galerie

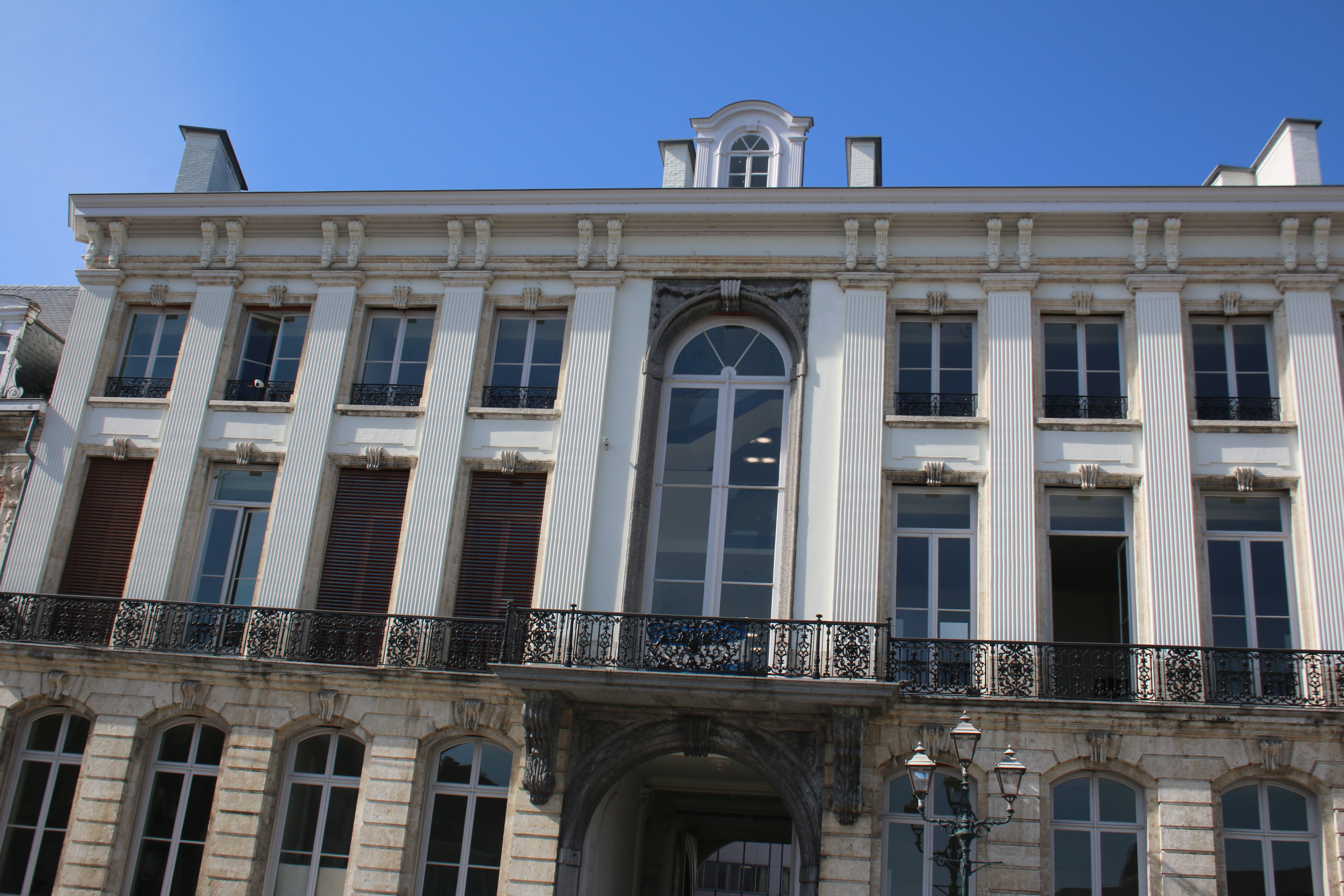
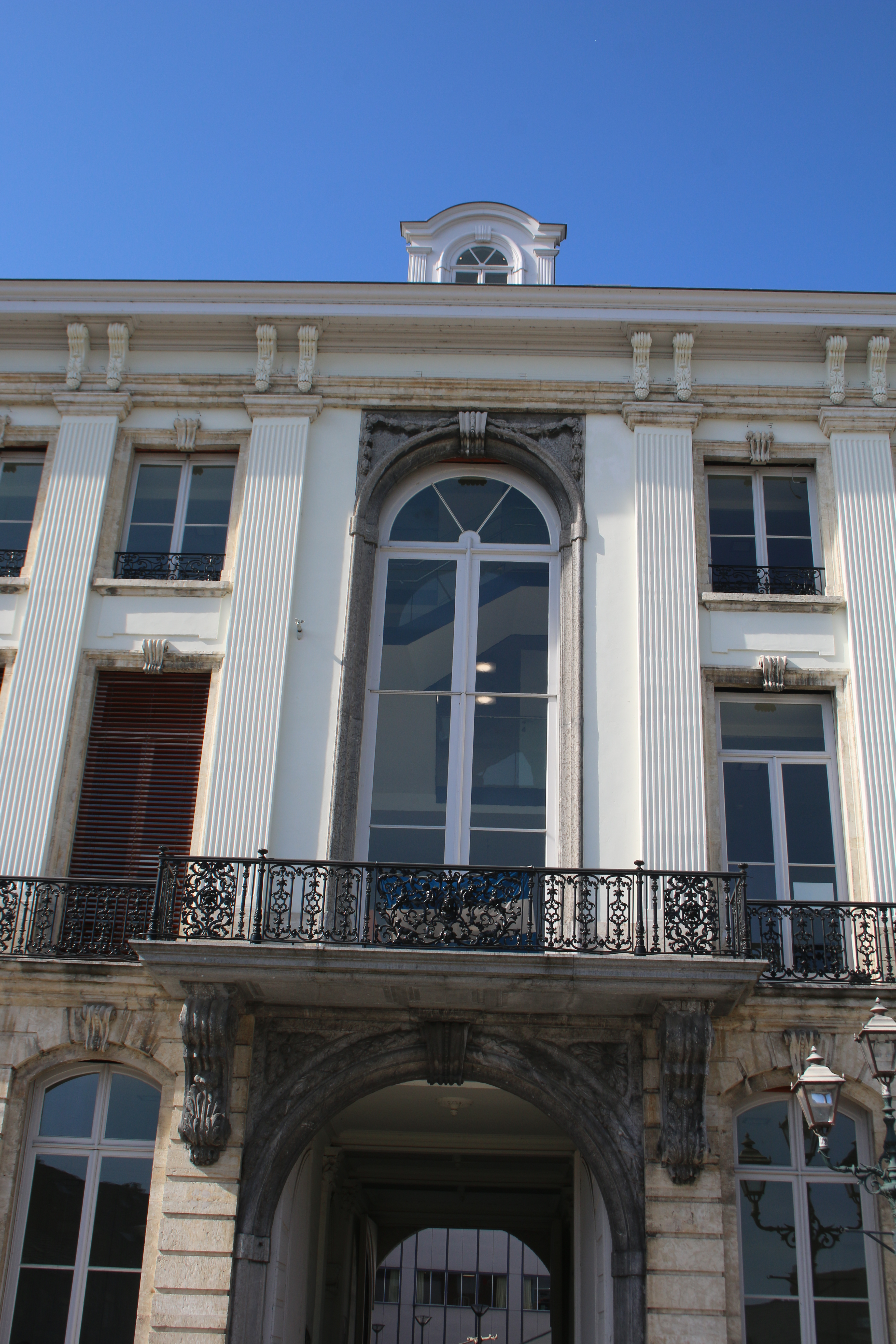

## Sources
- (nl) Luc Genicot, Suzanne Van Aerschot, Anne de Crombrugghe, Hadewych Sansen et Jacqueline Vanhove, Inventaris van het cultuurbezit in Vlaanderen, Architectuur, Provincie Brabant, Arrondissement Leuven, Lièg, coll. « Bouwen door de eeuwen heen in Vlaanderen », 1971